# Ringbahn
La Berliner Ringbahn ("ferrovia anulare berlinese") è una linea ferroviaria circolare, lunga 37 km, costruita dal 1867 al 1877 per collegare le ferrovie radiali che facevano capo alla capitale tedesca.

## Storia

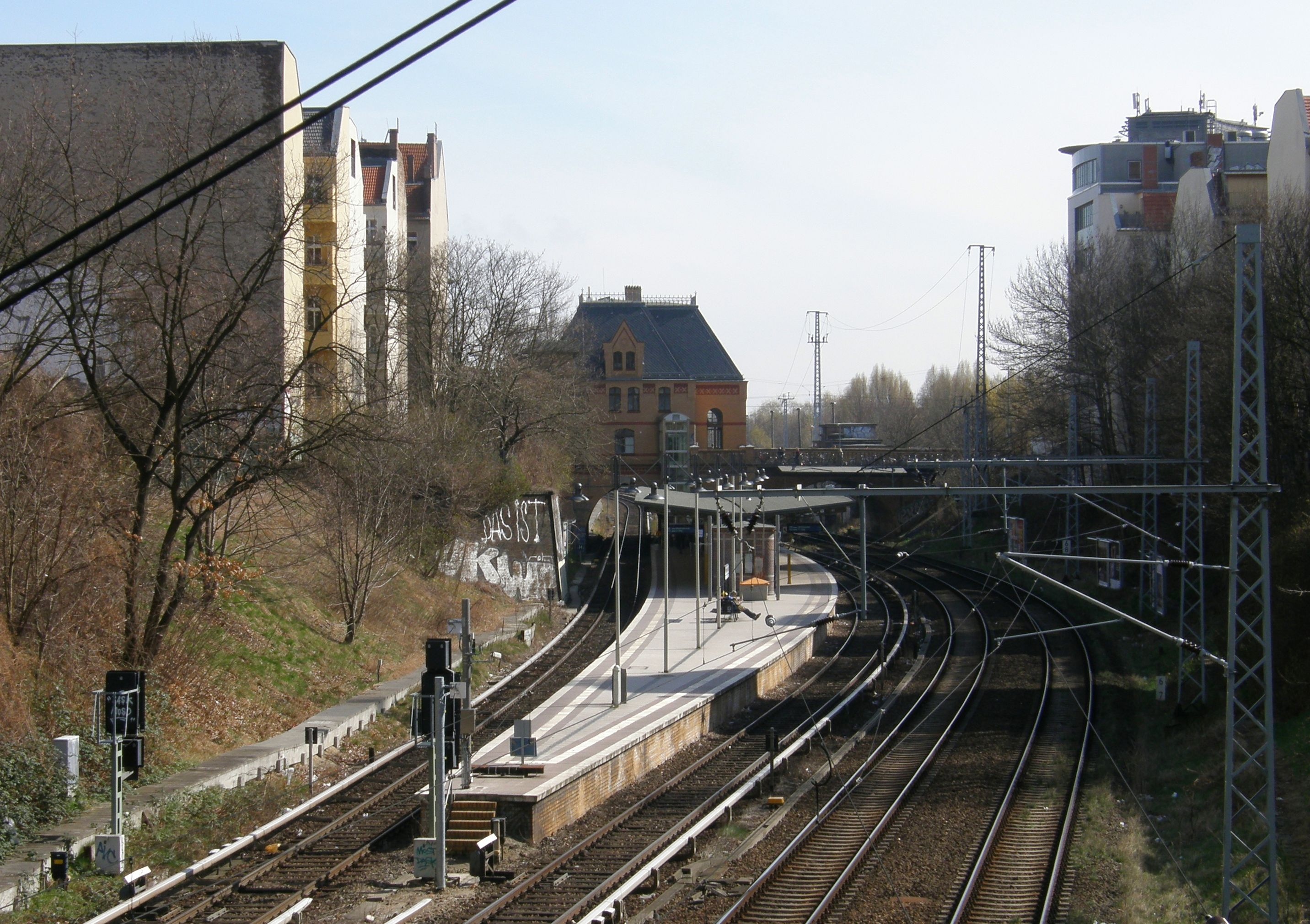
La stazione di Prenzlauer Allee

Originariamente concepita per il traffico merci, acquistò ben presto importanza per il traffico passeggeri urbano.
Dal 1930 il servizio passeggeri (elettrificato nel 1928-29) fu integrato nella rete S-Bahn.
Dopo la seconda guerra mondiale, e la divisione della città, la Ringbahn perse la sua importanza per il traffico merci, sostituita dall'Außenring.
Nel 1961, con la costruzione del muro di Berlino, fu interrotta fra le stazioni di Gesundbrunnen (ovest) e Schönhauser Allee (est) e tra quelle di Sonnenallee (ovest) e Treptower Park (est). La tratta compresa nei settori occidentali fu chiusa nel 1984 e riattivata per gradi dal 1993 al 2002.

## Traffico
Attualmente la Ringbahn è percorsa dalle linee circolari S-Bahn S41 e S42, e in parte dalle linee S45, S46, S47 e S8.
I treni delle due linee S41 e S42 orbitano sulla Ringbahn attorno al centro di Berlino rispettivamente in senso orario e antiorario. Questi treni operano 21 ore su 24 nei giorni feriali, e 24 ore su 24 nei giorni festivi, fermano in 27 stazioni e impiegano esattamente 60 minuti per completare un giro.
La Ringbahn funge anche da delimitazione delle zone tariffarie per il trasporto pubblico berlinese dividendo la città in due parti: si chiama infatti Zona A la parte di città interna alla Ringbahn (la Innenstadt, letteralmente 'città interna') e Zona B la parte esterna alla Ringbahn, che si estende fino ai confini del Land di Berlino. Dal 1º gennaio 2008 la Innenstadt è anche la zona proibita per automobili ad alte emissioni.
La tratta nord della Ringbahn, da Jungfernheide a Gesundbrunnen, è percorsa dal 2006 anche dai treni della Deutsche Bahn diretti alla Hauptbahnhof; il traffico merci è invece ridotto e limitato ad alcune brevi tratte.

## Percorso
| Non-passenger station/depot on track | Straight track |

| 36,9 |
| 0,0  |

| Unknown route-map component "ABZgr" | Straight track |

| Straight track | Unknown route-map component "SHST" |

| Unknown route-map component "ABZgr" | Unknown route-map component "eABZgr" |

| Unknown route-map component "hKRZWae" | Unknown route-map component "hKRZWae" |

| Unknown route-map component "ABZg+r" | Unknown route-map component "eABZg+r" |

| Straight track | Unknown route-map component "SBHF" |

| Small bridge over water | Small bridge over water |

| Unknown route-map component "eABZg+r" | Unknown route-map component "ABZg+r" |

| Station on track | Unknown route-map component "SBHF" |

| Junction both to and from left | Junction both to and from left |

| Straight track | Unknown route-map component "SBHF" |

| Straight track | Unknown route-map component "SHST" |

| Non-passenger station/depot on track | Unknown route-map component "SBHF" |

| Straight track | Unknown route-map component "SHST" |

| Unknown route-map component "KRWl+lo" | Unknown route-map component "KRWro+r" |

| Unknown route-map component "SHST" | Straight track |

| Unknown route-map component "SHST" | Non-passenger station/depot on track |

| Straight track | Unknown route-map component "xABZgl+xl" |

| Unknown route-map component "eABZgr" | Unknown route-map component "exSTR" |

| Unknown route-map component "TSBHFo" | Unknown route-map component "exTBHFo" |

| Unknown route-map component "eABZg+r" | Unknown route-map component "exSTR" |

| Unknown route-map component "hKRZWae" | Unknown route-map component "exhKRZWae" |

| Unknown route-map component "SBHF" | Unknown route-map component "exSTR" |

| Unknown route-map component "ABZgl" | Unknown route-map component "exABZgl" |

| Unknown route-map component "eKRZo" | Unknown route-map component "exKRZo" |

| Straight track | Unknown route-map component "KDSTxa" |

| Straight track | Unknown route-map component "ABZgl" |

| Unknown route-map component "hKRZWae" | Unknown route-map component "hKRZWae" |

| Unknown route-map component "SHST" | Straight track |

| Unknown route-map component "ABZg+l" | Unknown route-map component "ABZg+l" |

| Unknown route-map component "SBHF" | Non-passenger station/depot on track |

| Unknown route-map component "SBHF" | Unknown route-map component "eBHF" |

| Straight track | Unknown route-map component "ABZgl" |

| Unknown route-map component "SBHF" | Non-passenger station/depot on track |

| Straight track | Unknown route-map component "xABZgl" |

| Unknown route-map component "KMW" | Unknown route-map component "exKMW" |

| 22,510 |
| 22,522 |

| Unknown route-map component "TS+BHFo" | Unknown route-map component "xKRZo" |

| Straight track | Unknown route-map component "exABZg+l" |

| Unknown route-map component "eABZgr+r" | Unknown route-map component "exSTR" |

| Unknown route-map component "eKRZo" | Unknown route-map component "exKRZoxl" |

| Unknown route-map component "TSBHFo" | Unknown route-map component "xKRZo" |

| Unknown route-map component "eSBHF" | Unknown route-map component "exSTR" |

| Unknown route-map component "SHST" | Unknown route-map component "exSTR" |

| Straight track | Unknown route-map component "exDST" |

| Unknown route-map component "SBHF" | Unknown route-map component "exSTR" |

| Unknown route-map component "SHST" | Unknown route-map component "exSTR" |

| Unknown route-map component "SHST" | Unknown route-map component "exSTR" |

| Unknown route-map component "SBHF" | Unknown route-map component "exDST" |

| Straight track | Unknown route-map component "exABZgl" |

| Unknown route-map component "ABZgr" | Unknown route-map component "exSTR" |

| Unknown route-map component "KRZu" | Unknown route-map component "xKRZu" |

| Unknown route-map component "TSBHFo" | Unknown route-map component "xKRZo" |

| Unknown route-map component "eABZg+r" | Unknown route-map component "exABZg+r" |

| Straight track | Unknown route-map component "xABZg+l" |

| Unknown route-map component "SHST" | Straight track |

| Unknown route-map component "SBHF" | Unknown route-map component "eBHF" |

| Straight track | Unknown route-map component "ABZgl" |

| Unknown route-map component "KRWlo+l" | Unknown route-map component "KRWr+ro" |

| Unknown route-map component "ABZg+l" | Unknown route-map component "KRZo" |

| Straight track | Unknown route-map component "eABZg+l" |

| Unknown route-map component "hKRZWae" | Unknown route-map component "hKRZWae" |

| Straight track | Unknown route-map component "SHST" |

| Unknown route-map component "hKRZWae" | Unknown route-map component "hKRZWae" |

| Straight track | Unknown route-map component "SBHF" |

| Non-passenger station/depot on track | Straight track |

| 36,9 |
| 0,0  |